# Karl Alfred von Zittel
Karl Alfred von Zittel (Bahlingen, 25 de setembro de 1839 — Munique, 5 de janeiro de 1904) foi um geólogo e paleontólogo alemão. Foi laureado com a Medalha Wollaston de 1894, concedida pela Sociedade Geológica de Londres.

## Biografia
Karl Alfred von Zittel nasceu em Bahlingen, no Grão-Ducado de Baden. Seu pai, Karl, era um importante clérigo liberal em Baden. Ele foi educado na Universidade de Heidelberg, na Universidade de Paris e na Universidade de Viena. Por um curto período, serviu no Geological Survey of Austria e como assistente no museu mineralógico de Viena. Em 1863, ele se tornou professor de geologia e mineralogia na politécnica de Karlsruhe, e três anos depois ele sucedeu Albert Oppel como professor de paleontologia na Universidade de Munique, encarregada da coleta estadual de fósseis.
Em 1880, foi nomeado professor de geologia e, por fim, diretor do museu de história natural de Munique. Seu trabalho anterior incluiu uma monografia sobre Cretaceous bivalve mollusca of Gosau (1863-1866); e um ensaio sobre o estágio Tithonian (1870), considerado equivalente às formações do Grupo Purbeck e Wealden.
Em 1873-1874, ele acompanhou a expedição de Friedrich Gerhard Rohlfs ao deserto da Líbia, cujos resultados primários foram publicados em Über den geologischen Bau der libyschen Wuste (1880), e mais detalhes no Palaeontographica (1883). Zittel se destacou por suas pesquisas paleontológicas. De 1869 até o fim de sua vida, ele foi editor-chefe do Palaeontographica.
Em 1876, ele começou a publicação de sua grande obra, Handbuch der Palaeontologie, que foi concluída em 1893 em cinco volumes, o quinto volume sobre paleobotânica sendo preparado por W. P. Schimper e A. Schenk. Para tornar seu trabalho o mais confiável possível, Zittel fez estudos especiais de cada grande grupo, começando com as esponjas fósseis, sobre as quais publicou uma monografia (1877-1879). Em 1895, ele publicou um resumo de sua obra maior, intitulada Grundzuge der Palaeontologie
Ele foi o autor de Aus der Urzeit e Die Sahara (1883). Em 1899, ele publicou Geschichte der Geologie und Palaeontologie bis Ende des 19 Jahrhunderts, uma história monumental do progresso da ciência geológica. Zittel foi presidente da Royal Bavarian Academy of Sciences desde 1899, e em 1894 ele foi premiado com a medalha Wollaston pela Geological Society of London.

## Obras
- "Aus der Urzeit" 1873
- "Handbuch der Palaeontologie" 1876
- "Die Sahara" 1883
- "Geschichte der Geologie und Palaeontologie bis Ende des 19 Jahrhunderts" 1889
- "Grundzuge der Palaeontologie" 1895